# Nephila comorana
Nephila comorana is een spinnensoort uit de familie van de wielwebspinnen (Araneidae).
De wetenschappelijke naam van de soort werd in 1916 gepubliceerd door Embrik Strand.